# Município Lumege
Município Lumege är en kommun i Angola.   Den ligger i provinsen Moxico, i den centrala delen av landet, 900 km öster om huvudstaden Luanda.
Följande samhällen finns i Município Lumege:
- Lumeje

I omgivningarna runt Município Lumege växer huvudsakligen savannskog. Runt Município Lumege är det mycket glesbefolkat, med 2 invånare per kvadratkilometer.